# Historia de la frontera de Estados Unidos y México
La historia de la frontera entre Estados Unidos y México, que corre desde Brownsville (Texas) y Matamoros (Tamaulipas), hasta San Diego (California) y Tijuana (Baja California), transcurre fundamentalmente entre los siglos XIX y XX mediante sucesivos tratados de delimitación entre ambas naciones. Afecta a territorios que en su momento fueron parte de Nueva España y después parte de México y de los Estados Unidos.

## Historia

### Etapa colonial
Entre el año 1521, cuando año en que los españoles conquistan el llamado Imperio Azteca, y el año 1607, cuando Inglaterra establece colonias permanentes en América del Norte, no existen fronteras internacionales en América del Norte. En 1562 franceses hugonotes habían establecido una colonia en la costa atlántica de la Florida española, en Fort Caroline, que fue luego abandonada.
En 1565 los españoles fundan San Agustín y construyen un fuerte. En enclave se puede considerar un primer puesto fronterizo (con el norte) aunque el asentamiento, en realidad, se creó para proteger a las naves españolas que navegaban por las Bahamas.  
En 1607 se fundó la primera población permanente de colonos ingleses, en Jamestown (hoy estado de Virginia). La llegada de nuevos colonos dio lugar a la creación de nuevos asentamientos y la formación de las Trece Colonias. 
En 1682 René Robert Cavelier de La Salle
a Fort Maurepas (actual Ocean Springs, Misisipi, cerca de Biloxi), con lo cual los franceses reclaman la zona costera del Golfo de México en la desembocadura de río Misisipi, que llamaron Luisiana y que incluía una gran franja de tierra de América del Norte, con la pretensión de establecer una comunicación terrestre entre la colonia de Nueva Francia en el norte y el Golfo de México. En 1699, Pierre Le Moyne d'Iberville, un militar francés de lo que hoy es Canadá, fundó el primer asentamiento permanente, llamado La Balise o La Balize, con lo cual lograron los franceses cierto control naval de la zona. Es bajo estas circunstancias que se fijan de hecho las primeras fronteras internacionales en América del Norte, en las cuales la llamada hoy Costa Este de los Estados Unidos quedó en poder de los británicos, todo el cauce y algunos aportantes del río Misisipi a favor de los franceses en la forma de la Luisiana francesca y Nueva España ocupando el centro y la Costa Oeste de lo que hoy son los Estados Unidos, además de lo que hoy es más o menos el estado de la Florida, la cual dependía directamente de la Capitanía General de Cuba; por esto la Nueva España compartió fronteras tanto con Francia como con el Reino Unido.

Parte de la Luisiana francesa que se incorporó a la Nueva España en 1763.

Esta primera frontera Norte estaba más que nada hecha en el papel, con límites vagos y muchas veces sin un tratado que la respaldara, además de que la posesión efectiva de los territorios en cuestión era más una suposición que un hecho, lo que llevó a que se modificara en tres ocasiones.
Por el Tratado de París, que en 1763 terminó la guerra de los Siete Años, España cede la Florida al Reino Unido junto con los territorios al este y sudeste del río Misisipí. A su vez, el Reino Unido devuelve a España el puerto de La Habana y la ciudad de Manila en las Filipinas.
Un año antes Francia había cedido por el Tratado de Fontainebleau (1762) a España, los territorios de la Luisiana con lo cual pretendió ganarse a España. Por este tratado es que llega a la Luisiana Bernardo de Gálvez como gobernador, el que fuera luego virrey de la Nueva España, que mantuvo una política de atenuación ante el poder británico en la zona, lo que desembocó en la participación de tropas novohispanas en la guerra de independencia de los Estados Unidos.

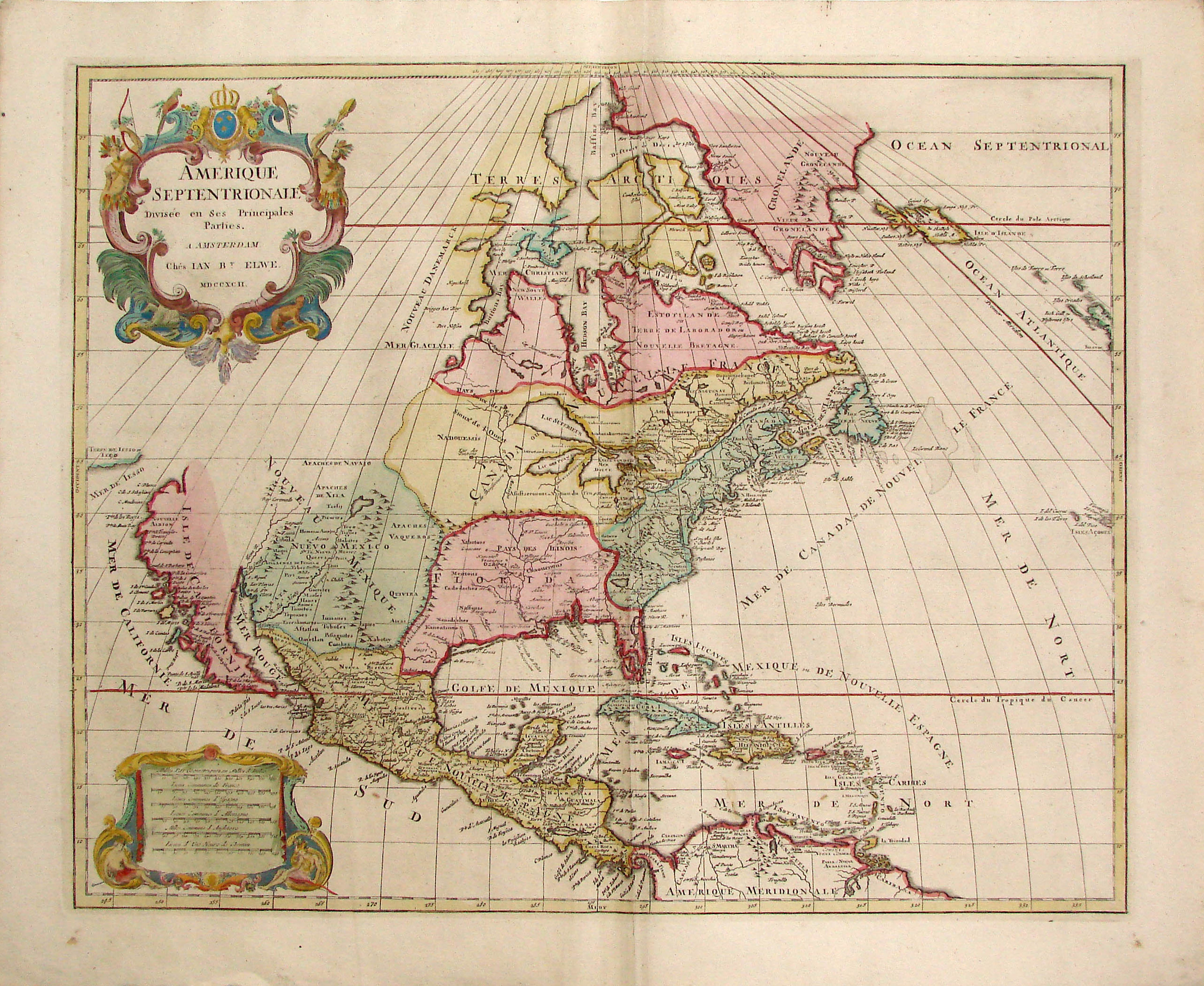
Norteamérica, 1792, Jaillot-Elwe, donde se aprecian los límites de la Nueva España (rosa y verde) el Canadá francés (amarillo) y las Trece Colonias (en verde), tras las acciones de Gálvez.

En esta guerra las tropas españolas comandadas por Gálvez y en un buen número compuestas por novohispanos, indígenas y negros, recuperaron la Florida en 1779 tras ganar las batallas de Baton Rouge, Fuerte Charlotte, San Fernando de Omoa, Mobila y la batalla de Pensacola (de marzo-mayo de 1781); además de permitir el paso de hombres y armas para las fuerzas estadounidenses, además toma la isla Nueva Providencia en las Bahamas, lo que ahoga todos los esfuerzos británicos por evitar la pérdida de sus colonias.

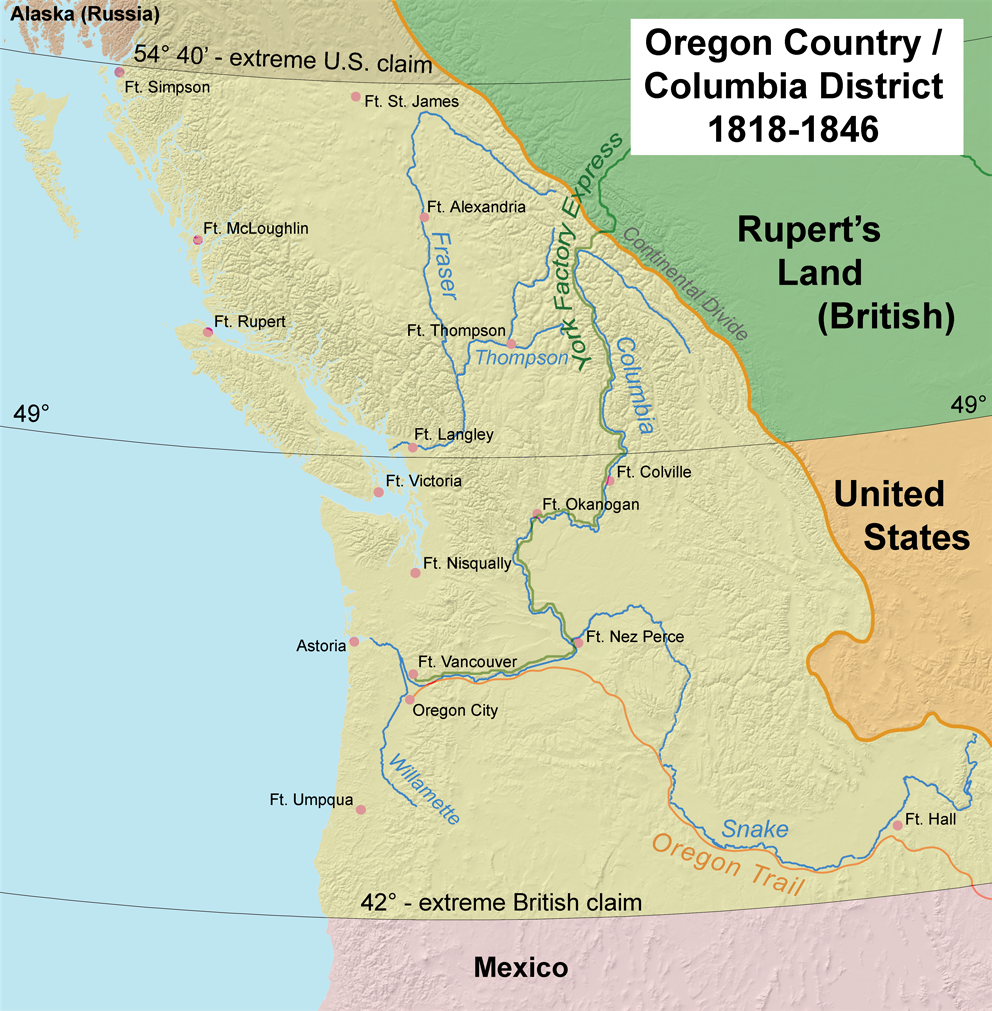
Territorio de Oregón.

En el Pacífico la presencia y reclamos inglesas obligaron al establecimiento de varios acuerdos llamados Convenciones de Nutka, entre el Reino Unido y España, los cuales en forma práctica establecieron reglas sobre el uso de los mares del luego llamado Territorio de Oregón y que posteriormente fueron usadas por los EE. UU. en sus reclamos con los ingleses. Esta parte del continente fue dada a la Nueva España pero solo se efectuó una travesía de reconocimiento en 1797.

### Etapa colonial-estadounidense
Al terminar la guerra de independencia de los Estados Unidos, y tras la firma de los Tratados de París de 1783, España controlaba por medio de la Nueva España toda la costa del Golfo de México, además del territorio norteamericano al oeste del río Misisipi; pero había reclamaciones inglesas sobre el territorio de Oregón que de hecho dominaban con sus asentamientos en la Columbia Británica, además de asentamientos pesqueros rusos en el norte de lo que hoy es California.
Es bajo estas circunstancias que empiezan los esfuerzos estadounidenses para adquirir territorios, siendo el primero de ellos la compra de los territorios interiores de la Luisiana francesa a Francia. En 1800 por el Tratado de San Ildefonso, España devuelve a Francia el territorio de la Luisiana, además de aliarse contra el Reino Unido en las Guerras Napoleónicas, por esto en 1803 EE. UU. logra que Napoleón Bonaparte le venda la Luisiana francesa.

A España los Estados Unidos le reclamaban que el territorio de la Luisiana francesa se componía de toda la parte occidental de la cuenca del río Misisipí hasta las Montañas Rocosas y al sur hasta las tierras que se extendía al sudeste hasta el Río Bravo, o sea Nuevo México y Texas. Mientras España solo reconocía la mitad occidental de la cuenca del Misisipi, con la zona costera que comprendía las ciudades de Nueva Orleans y San Luis.
Es así como en 1810, se inicia la guerra de Independencia de México durante la cual en la Florida y Texas se hacen varias acciones independentistas. Y, para el fin de guerra, en abril de 1813 la capital de la Florida española, Pensacola cae en manos de los EE. UU. en el contexto de la guerra Anglo-Americana de 1812-1815, a lo que siguió la reclamación del territorio como parte de la compra de la Luisiana, por esto el 29 de junio de 1817 el general Gregorio MacGregor al mando de Simón Bolívar, toma la ciudad de Amelia, en la Florida Oriental, donde declara la independencia de España y proclama la «República de Florida» con capital en la Fernandina, a esto España reacciona aliándose con los Estados Unidos para retomar el control e8n septiembre de 1817, un año después Andrew Jackson invade la Florida Oriental con pretexto de la llamada primera guerra semínola; de esta manera las tropas estadounidenses se van apoderando de cada vez más poblaciones en la Florida y hacen ver a las autoridades españolas la inutilidad de las protestas, las cuales incluso se lanzan desde Nueva España.
Por este motivo se llega a negociar un tratado de límites fronterizo entre España y los Estados Unidos, llamado Tratado Adams-Onís, en 1819, por el que España cedió la Florida a los Estados Unidos. En esta negociación se prevé la emigración de súbditos españoles, la ratificación de concesiones hechas durante la etapa española y una garantía de cinco millones de pesos fuertes para el caso de reclamaciones.
En el aspecto fronterizo los límites entre los EE. UU. y la Nueva España se fijan en el Art. 3 del tratado:

ART. 3. La línea divisoria entre los dos países al Occidente del Misisipí arrancará del seno Mexicano en la embocadura del río Sabina en el mar, seguirá al Norte por la orilla Occidental de este río, hasta el grado 32 de latitud; desde allí por una línea recta al Norte hasta el grado de latitud en que entra en el río Rojo de Natchitoches, Red River, y continuará por el curso del río Rojo al Oeste hasta el grado 100 de longitud Occidental de Londres, y 23 de Washington, en que cortará este río, y seguirá por una línea recta al Norte por el mismo grado hasta el río Arkansas, cuya orilla Meridional seguirá hasta su nacimiento en el grado 42 de latitud septentrional; y desde dicho punto se tirará una línea recta por el mismo paralelo de latitud hasta el mar del Sur: todo según el mapa de los Estados Unidos de Melish, publicado en Filadelfia, y perfeccionado en 1818. Pero si el nacimiento del río Arkansas se hallase al Norte o Sur de dicho grado 42 de latitud, seguirá la línea desde el origen de dicho río recta al Sur o Norte según fuere necesario hasta que encuentre el expresado grado 42 de latitud, y desde allí por el mismo paralelo hasta el mar del Sur. Pertenecerán a los Estados Unidos todas las Islas de los ríos Sabina, Rojo de Natchitoches y Arkansas, en la extensión de todo el curso descrito; pero el uso de las aguas y la navegación del Sabina hasta el mar, y de los expresados ríos Rojo y Arkansas en toda la extensión de sus mencionados límites en sus respectivas orillas, será común a los habitantes de las dos naciones.

Carta que muestra el resultado del Tratado de Adams-Onís.

Este tratado se tomó formalmente el 22 de febrero de 1821, cuando el constituyente español lo ratificó y cambió con los Estados Unidos las ratificaciones respectivas. Es así como formalmente la Nueva España se independiza el 17 de septiembre de 1821 y el nuevo gobierno de la Nueva España lo reconoce.

### 1.ª Etapa Estadounidense-Mexicana
Al independizarse la Nueva España y nacer el Imperio Mexicano que luego se volvería una república federal, el gobierno mexicano trató de llevar una relación pacífica con los Estados Unidos, entre los pasos que le siguieron, fueron ratificar los tratados que España había hecho con los EE. UU., sobre todo el Tratado Adams-Onís, ya que desde la misma guerra de independencia el gobierno de los Estados Unidos. había sugerido a los enviados insurgentes, la necesidad de un mejor acuerdo sobre las fronteras mutuas, con la llegada del primer ministro plenipotenciario estadounidense Joel Roberts Poinsett en 1823 se vuelve a insistir en el asunto por parte de Estados Unidos, es así como en el entonces llamado Lejano Norte Mexicano se inicia la inmigración de anglosajones estadounidenses debido a su crisis económica, de 1819, derivada de la guerra Anglo–Estadounidense de 1812, estos inmigrantes en su mayoría entran y se asientan de forma ilegal en territorio mexicano, ante esta presión el gobierno mexicano ratifica y da nuevas concesiones de colonización en un esfuerzo por ordenar la inmigración ilegal, como las hechas a extranjeros como Stephen F. Austin en Texas, John Sutter en California y de XXXX en Nuevo México, los cuales adoptaban motu proprio la nacionalidad mexicana y se declaraban católicos. además de nuevas concesiones a mexicanos como a Lorenzo de Zavala enTexas.

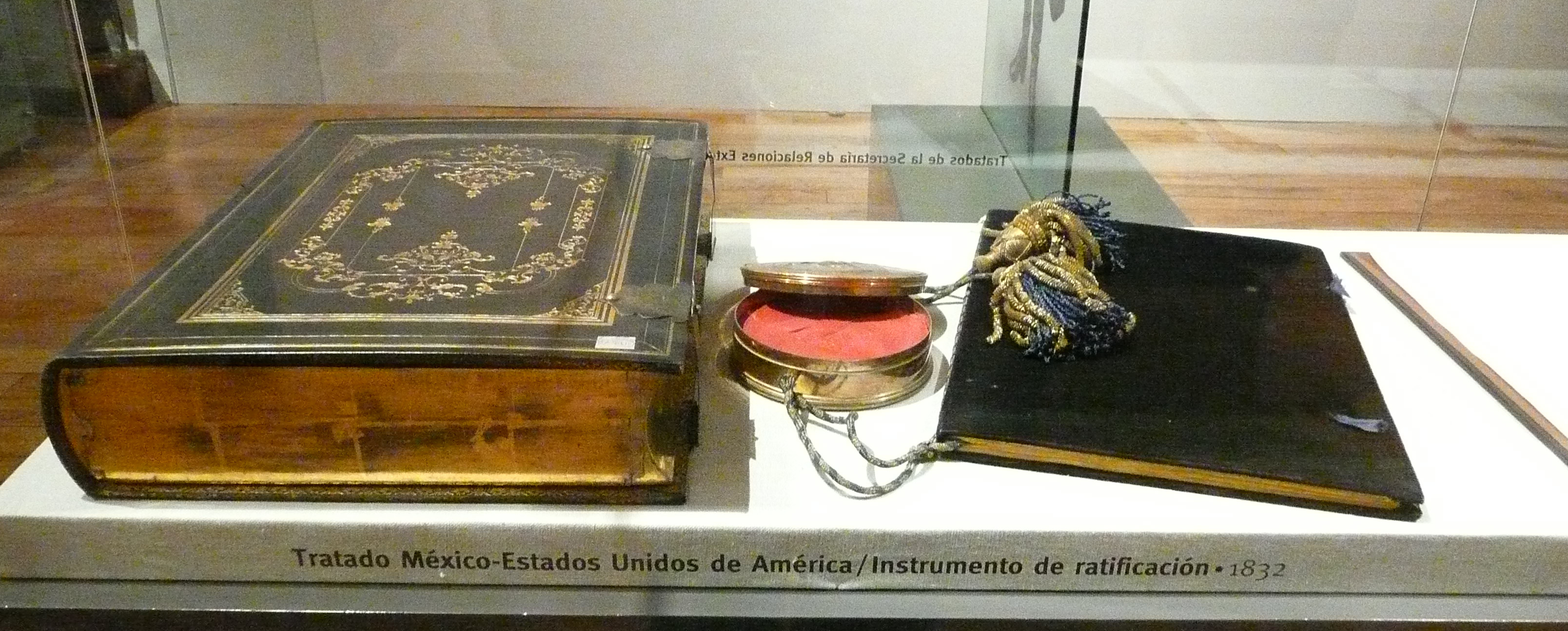
Original mexicano de la ratificación del Tratado de Eterna Amistad y Límites entre EE. UU. y los Estados Unidos Mexicanos, firmado en 1832 y ratificado por ambos gobiernos en 1834.

Esta inmigración, sobre todo de estadounidenses y europeos, empieza a presionar fuertemente sobre el gobierno mexicano, quien cede al permitirles usar sus propios idiomas en asuntos legales e incluso sus formas de administración de justicia y leyes, además de permitirles tener esclavos y hostigar a las naciones indígenas que habitaban pacíficamente el estado; con el paso del tiempo una parte de esta población se manifiesta abiertamente en contra de los gobiernos mexicanos, como el caso de los texanos contra el gobierno de Coahuila y Texas, o los colonos de John Sutter en Sacramento enCalifornia.
Por esto el gobierno mexicano intensifica su esfuerzos y logra la ratificación del Tratado Adams-Onís, en cuyas negociaciones intervienen por la parte mexicana Sebastián Camacho y José Ignacio Esteva y por el estadounidense Joel Roberts Poinsett enviado extraordinario y ministro plenipotenciario del gobierno estadounidense, tales negociaciones se llevan a cabo en la Ciudad de México y firmadas el 12 de enero de 1828, pero por diferentes asuntos, entre los que están los cambios de gobierno en México y el poco interés estadounidense por ratificar un tratado que no les parecía adecuado, a este hubo que agregársele un artículo el 5 de abril de 1831, el cual indicaba una nueva fecha para el canje de ratificaciones.
Adicionalmente, en las mismas negociaciones el 5 de abril de 1831 se firma el primer Tratado de Amistad, Comercio y Navegación entre los EE. UU. y México, el de las ratificaciones se llevó a cabo en la ciudad de Washington el 5 de abril de 1832 y promulgado el 1 de diciembre de 1832. Aunque por el 3 de abril de 1835 agrega un segundo artículo adicional para volver a cambiar ratificaciones de esta manera es hasta el 20 de abril de 1836, que se cambian las ratificaciones, un día antes de la Batalla de San Jacinto (1836) en la guerra de Independencia de Texas. Por cuya guerra México pierde el control de la zona del Béjar y que a partir del Tratado de Velasco se inicia una disputa por la cual el gobierno mexicano solo reconoce le posesión de la zona del Béjar por parte de los texanos, mientras estos de acuerdo al Tratado deVelasco reclaman todo el territorio que se ubique al norte y este del río Bravo, lo que partía por la mitad al territorio de Nuevo México.
Este primer tratado de límites entre losEE. UU. y México solo ratificaba lo dicho en el anterior Tratado Adams-Onís, así en el artículo primero del mismo se decía que:

Artículo Primero.- Siendo los límites divisorios de los Estados Unidos Mexicanos y de los Estados Unidos de América en los terrenos colindantes de ambas repúblicas los mismos que se acordaron y fijaron en el dicho Tratado de Washington fechado a 22 de febrero de 1819, se procederá inmediatamente a poner en ejecución entre las dos dichas partes contratantes los artículos tercero y cuarto de dicho Tratado, que a continuación se insertan.

De este tratado se puede decir que no tuvo ningún fin práctico ya que los Estados Unidos aumentaron su presión sobre el gobierno mexicano para que les vendiera los territorios de Nuevo México y la Alta California a lo cual se negó tajantemente, de esta forma el gobierno estadounidense alienta la inmigración ilegal y permite que se dé un ambiente hostil hacia México en la prensa estadounidense, fomentando las expediciones de espionaje científico, al territorio inhóspito del oeste como la Alta California como fue en su momento la expedición de Stephen Harriman Long y antes las de Lewis y Clark, además de permitir el pertrechamiento y alistamiento de reclutas para la causa texana, cuya independencia no fue reconocida por el gobierno mexicano y menos todavía el territorio que reclamaban como propio.

### 2.ª Etapa Estadounidense-Mexicana

#### Tratado de Guadalupe Hidalgo

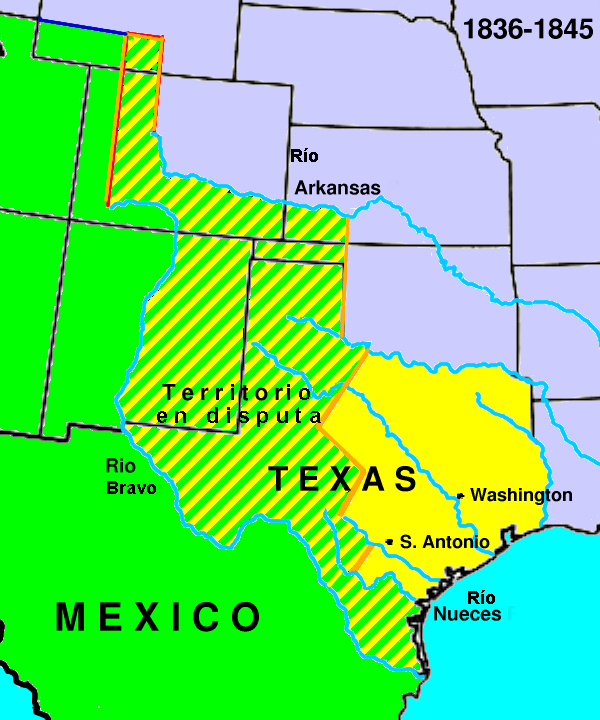
Territorio en disputa, entre Texas y México, que fuera tomado como propio por los EE. UU. luego de la entrada de Texas como estado federado de los EE. UU.

Esta etapa inicia con la entrada de Texas a la federación estadounidense el 28 de febrero de 1845 por la cual el gobierno estadounidense adquiere la deuda de 10 millones de dólares que la República de Texas tenía con los EE. UU. A contraprestación Texas cedía a los EE. UU. sus territorios que quedaban fuera de su área natural y que hoy forman parte de los estados de Colorado, Kansas, Oklahoma, Nuevo México y Wyoming, en otras palabras cedió un territorio que tenía en disputa con el gobierno mexicano y que estaba considerado en el tratado de límites de 1828.
Esto produjo el rompimiento de relaciones el 28 de marzo de 1845 entre México y los EE. UU., al considerar México que era una abierta agresión a su soberanía. Poco después, al mando del entonces Gral. Zachary Taylor, se establecieron diferentes fuertes de los EE. UU. a lo largo del río Bravo en el llamado territorio en disputa, que desde el final de la guerra de Texas era patrullado por el llamado Ejército del Norte del Ejército Mexicano y que en varias ocasiones había llegado a tomar ciudades texanas.
Es en la desembocadura del río Bravo que los estadounidenses construyen el Fuerte Brown, con lo cual ocupan la zona de operaciones del Ejército del Norte, el cual reclama directamente su retirada. Solo se logró una pequeña victoria mexicana en la llamada Batalla del Rancho Carricitos, lo que desata una serie de movimientos internos en los EE. UU. en contra de México, por lo cual se desata la guerra norteamericana, que inicia formalmente el 13 de mayo de 1846.
Los Estados Unidos llevaban años de preparación, por lo que incluso grupos políticos y religiosos estadounidenses, se organizan para la invasión de México, como fue el caso de los mormones, que llegaron a invadir en forma ilegal el territorio de la Alta California durante la misma guerra, por ejemplo la ubicación de su templo principal en Salt Lake City la realizó su dirigente Brigham Young el 28 de julio de 1847, tres meses antes del término de la guerra y seis antes del Tratado de Guadalupe Hidalgo, además de formar el llamado Batallón Mormón.
En forma práctica la guerra termina con la toma de la Ciudad de México el 14 de septiembre de 1847, por parte de los estadounidenses, los cuales de inmediato inician negociaciones de paz, en cuyo centro se encuentra la sección de territorio y los derechos de libre tránsito para sus ciudadanos, por varias zonas de territorio mexicano. Las negociaciones son terminadas el 2 de febrero de 1847 y ratificadas por ambos gobiernos el 30 de mayo del mismo año, entrando en aplicación durante los próximos dos años. Es en el Art. 5 del mismo tratado donde se define la nueva frontera:

Artículo 5. La línea divisoria entre las dos Repúblicas comenzará en el golfo de México, tres leguas fuera de tierra, frente a la desembocadura del río Grande, llamado por otro nombre río Bravo del Norte, o del más profundo de sus brazos: si en la desembocadura tuviere varios brazos, correrá por mitad de dicho río, siguiendo el canal más profundo donde tenga más de un canal, hasta el punto en que dicho río corta el lindero meridional de Nuevo México; continuará luego hacia el Occidente, por todo este lindero meridional (que corre al Norte del pueblo llamado Paso) hasta su término por el lado de Occidente; desde allí subirá la línea divisoria hacia el Norte por el lindero occidental de Nuevo México, hasta donde este lindero esté cortado por el primer brazo del río Gila (y si no está cortado por ningún brazo del río Gila, entonces hasta el punto del mismo lindero occidental más cercano al tal brazo, y de allí en una línea recta al mismo brazo, continuará después por mitad de este brazo); y del río hasta su confluencia con el río Colorado, desde la confluencia de ambos ríos la línea divisoria, cortando el Colorado, seguirá el límite que separa la Alta de la Baja California hasta el mar Pacífico.

Los linderos meridional y occidental de Nuevo México de que habla este artículo, son los que se marcan en la carta titulada: "Mapa de los Estados Unidos de México, según lo organizado y definido por las varias actas del congreso de dicha República, y construido por las mejores autoridades; edición revisada que publicó en Nueva York en 1847 Disturnell, de la cual se agrega un ejemplar al presente tratado, firmado y sellado por los plenipotenciarios infrascritos.

Y para evitar toda dificultad al trazar sobre la tierra el límite que separa la Alta de la Baja California, queda convenido que dicho límite consistirá en una línea recta, tirada desde la mitad del río Gila en el punto donde se une con el Colorado, hasta un punto en la costa del mar Pacífico, distante una legua marina al Sur del punto más meridional del puerto de San Diego, según este puerto está dibujado en el plano que levantó el año de 1782 el segundo piloto de la armada española don Juan Pantoja, y se publicó en Madrid el de 1802 en el Atlas, para el viaje de las goletas Sutil y Mexicana; del cual plano se agrega copia firmada y sellada por los plenipotenciarios respectivos.

Por este tratado se reconocía la independencia de Texas, del lado mexicano, se logró retener la Baja California y una franja de tierra que permitiera la comunicación por tierra.

#### La Mesilla

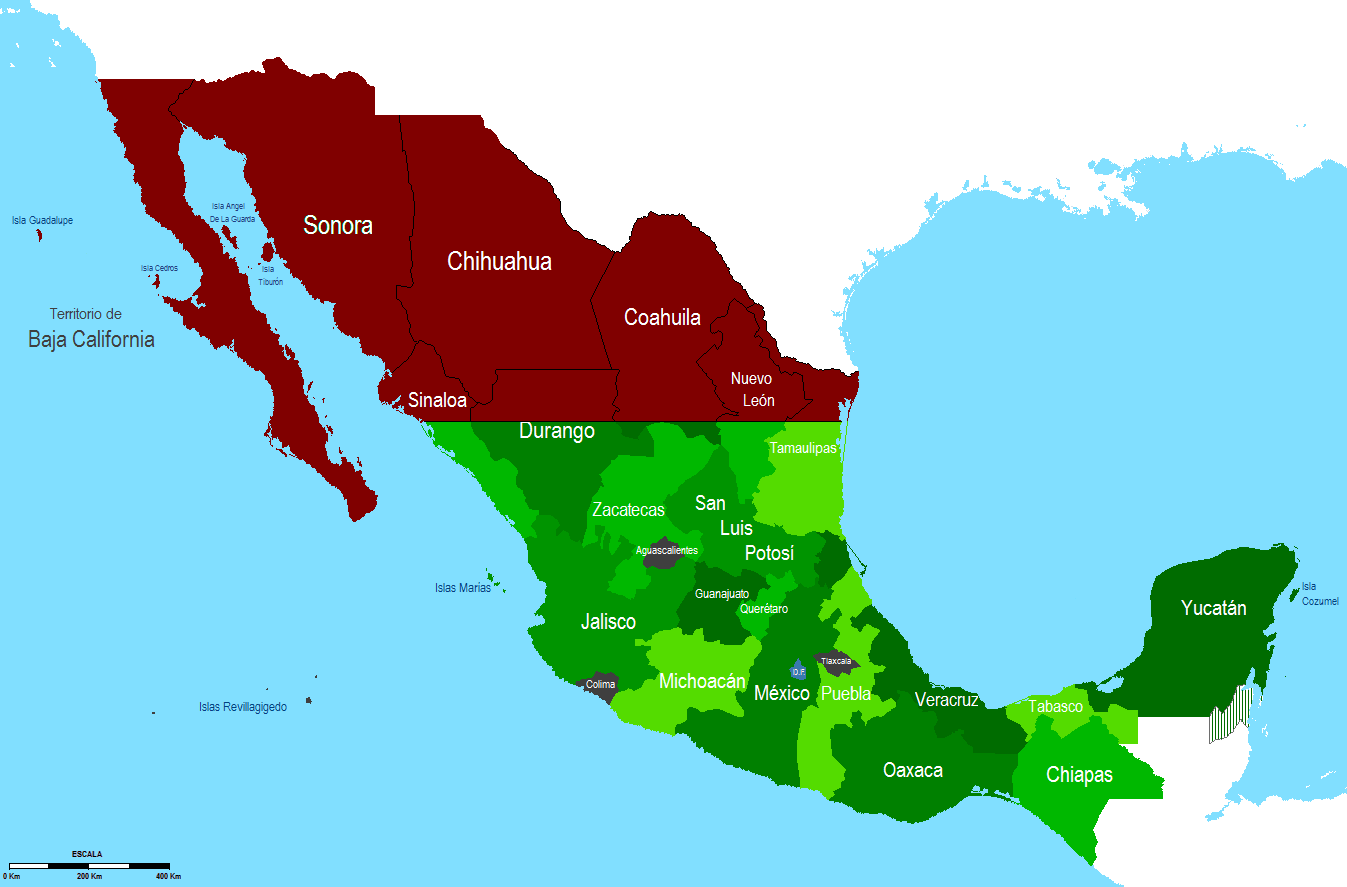
Propuesta de compra hasta el paralelo 25° Norte.

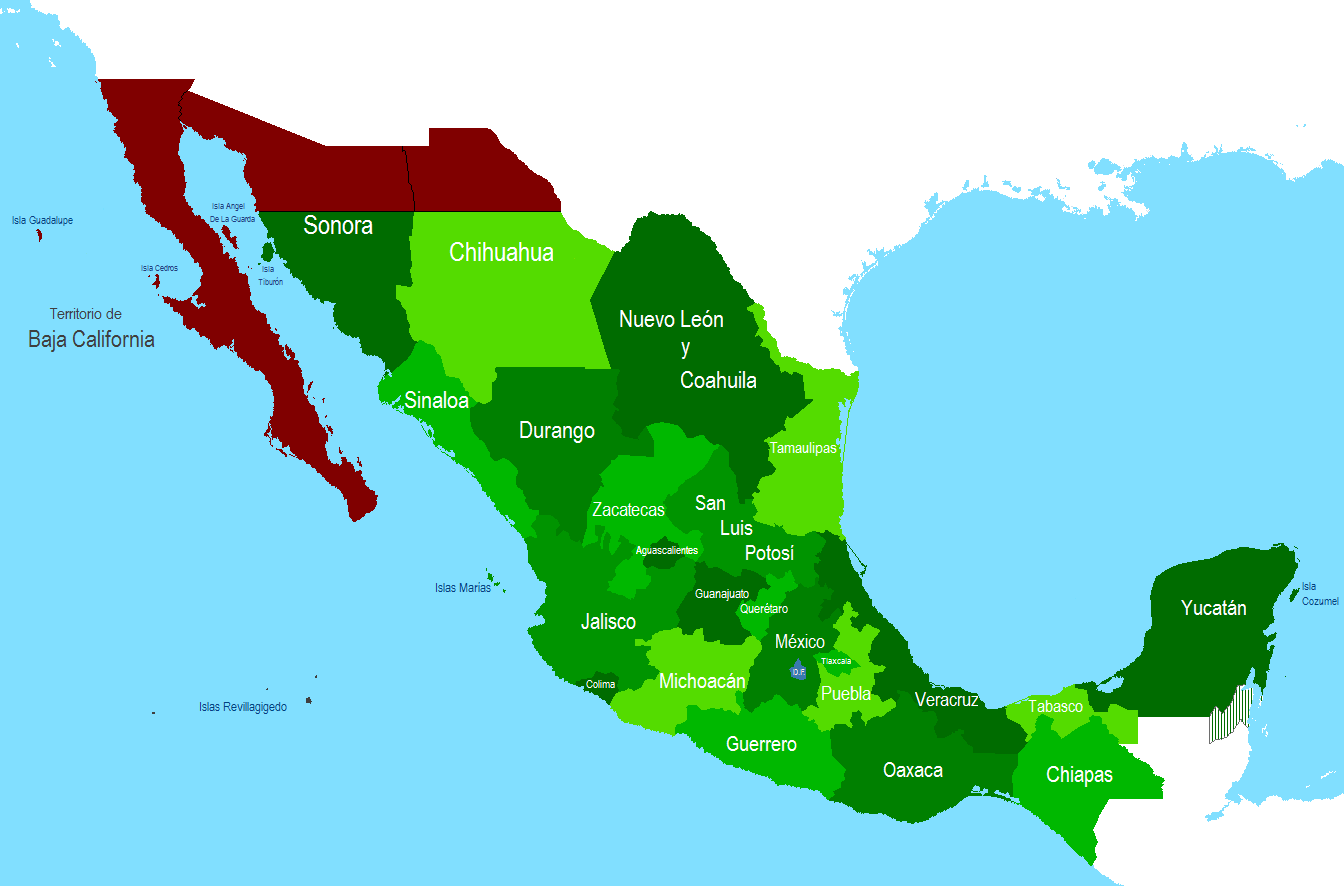
Propuesta de compra hasta el paralelo 30° Norte.

Entre 1840 y 1850, se llevó a cabo una serie de esfuerzos por parte de sureños estadounidenses para construir ferrocarriles que les sirvieran para comerciar con otras partes del mundo, dejando de depender del comercio que era controlado en ciudades del norte de los EE. UU., es así como tras el Tratado de Guadalupe Hidalgo se proponen construir un ferrocarril fronterizo el cual debía unir Texas con California, para esto al revisar las rutas posibles se encontraron que la forma más fácil de construirlo era a través del valle de la Mesilla un territorio del norte de Chihuahua y Sonora en México, por lo cual cabildearon en su gobierno para que se iniciaran pláticas con México para adquirir nuevos territorios, para esto se nombró al sureño esclavista e industrial ferrocarrilero James Gadsden, el cual recibió la orden de intentar la compra de todo el territorio mexicano al norte del paralelo 25° Norte a cambio de una suma de 50 millones de dólares, como segunda opción la compra del territorio por encima del paralelo 30° Norte más la península de la Baja California y si no era posible esto la compra del terreno necesario para el ferrocarril transcontinental fronterizo. Para las dos primeras propuestas no encontró ninguna oportunidad por los medios pacíficos, optando el gobierno estadounidense por negociar una línea fronteriza en el valle de la Mesilla que le fuera favorable, usando como pretexto la falta de una determinación topográfica adecuada de la frontera, la cual ya se había realizado.
Las negociaciones empezaron cuando el gobierno mexicano previó que el estadounidense tomaría cualquier medio para rehacer las fronteras, así que prefirió negociar solo el valle de la Mesilla, aunque los estadounidenses agregaron reclamaciones por concesiones de colonización a estadounidenses que habían quedado del lado mexicano, tras el Tratado de Guadalupe Hidalgo, además de extinguir las obligaciones del art. 11 del mismo tratado, las cuales les parecían demasiado onerosas. Las negociaciones se llevaron entre el 10 y 30 de diciembre de 1857 firmando el 30 del mismo mes y año, en su art. 1 establecía la nueva frontera y los medios técnicos para su delimitación, por medio de comisionados.

Artículo I.- La República Mexicana conviene en señalar para lo sucesivo como verdaderos límites con los Estados Unidos los siguientes: subsistiendo la misma línea divisoria entre las dos Californias, tal cual está ya definida y marcada conforme al artículo V del Tratado de Guadalupe Hidalgo, los límites entre las dos repúblicas serán los que siguen.

Comenzando en el Golfo de México a tres leguas de distancia de la costa, frente a la desembocadura del río Grande, como se estipuló en el artículo V del Tratado de Guadalupe Hidalgo; de ahí, según se fija en dicho artículo, hasta la mitad de aquel río al punto donde la paralela de 31° 47’ de latitud norte atraviesa el mismo río, de ahí 100 millas en línea recta al oeste; de ahí al sur a la paralela de 31° 20’ de latitud norte; de ahí siguiendo dicha paralela de 31° 20’, hasta 111 del meridiano de longitud oeste de Greenwich; de ahí en línea recta a un punto en el río Colorado, veinte millas inglesas abajo de la unión de los ríos Gila y Colorado; de ahí, por la mitad del dicho río Colorado, río arriba, hasta donde encuentra la actual línea divisoria entre los Estados Unidos y México.

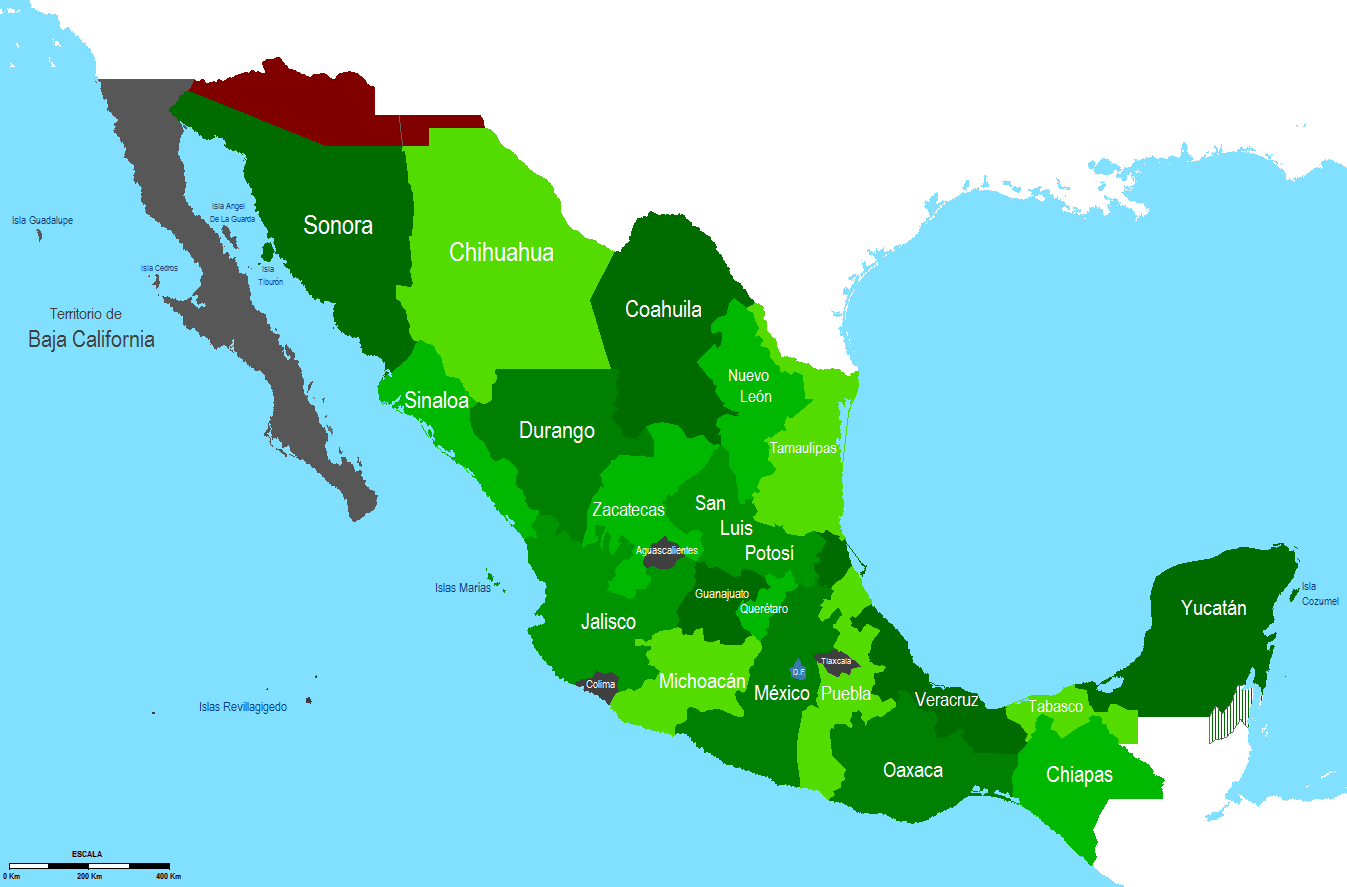
Territorio vendido por México a los EE. UU. en 1853.

Este tratado además tenía cláusulas que derogaban el Art. 11 del Tratado de Guadalupe Hidalgo y el 33 del Convenio de Navegación, comercio y amistad de 1831. Por otro lado el Art. 8 del mismo garantizaba la construcción de un ferrocarril en el istmo de Tehuantepec.

#### El Chamizal -sigloXIX
Luego de realizada la determinación de la frontera por comisiones de ambos países y una serie de aluviones se presenta el desvío del río Bravo en las cercanías de la actual Ciudad Juárez, metiéndose en territorio mexicano y dejando parte del territorio mexicano en la orilla contraria a lo que se consideraba el límite natural, por esto el jefe político del distrito de Bravos, solicita al gobernador de Chihuahua y este al gobierno federal, realizar las gestiones necesarias para resguardar los derechos mexicanos sobre el mismo, de esta forma el gobierno mexicano presenta su primera nota diplomática en enero de 1867 sobre el tema de El Chamizal, el cual por cierto fue rápidamente ocupado por tropas y población estadounidense.

#### Comisión de Límites y Aguas
De esta manera se fija una frontera que casi no ha variado hasta la actualidad, aunque el 22 de julio de 1882 se firma el Tratado de Remonumentación que pretende dar una línea fronteriza concreta, ya que por esas fechas no era inusual la invasión por parte de particulares, bajo el pretexto de no poder distinguir claramente los límites fronterizos, por el estado de los monumentos o mojoneras que la marcan.
Derivado del conflicto en Ciudad Juárez por el cambio del curso del río Bravo y del río Colorado, se realizaron negociaciones tendientes a crear un sistema independiente del cauce de los ríos, que fijara permanentemente las posiciones geográficas, es así como se firma el 12 de noviembre de 1884, el Tratado de Línea Fija que sirve para establecer la primera Comisión de Límites binacional, la cual se instala con carácter temporal el 1 de marzo de 1889.
Pero esta comisión fue nuevamente ratificada por diferentes problemas, sobre todo el cambio del cauce de los ríos fronterizos, derivados de la erosión o las obras de aprovechamiento de los ríos y sus aguas, así que el 21 de noviembre de 1900 se crea en forma permanente la Comisión de Límites que sería en adelante el organismo binacional encargado de la frontera.
Esta Comisión llevó a cabo las negociaciones para diferentes tratados como el Tratado de eliminación de bancos del 20 de marzo de 1905, o el Tratado de agua para el Valle de Juárez del 21 de mayo de 1906 que diera inicio a las negociaciones formales sobre el caso de El Chamizal en 1911 por medio de un arbitrio internacional, a esta misma correspondió el tratado del 13 de abril de 1937 que derogaba del Art. 8 del tratado de límites del 30 de diciembre de 1853, el cual estipulaba la obligación de construir un ferrocarril por el istmo de Tehuantepec, el cual se había construido durante el gobierno porfirista, pero que había sido rápidamente superado por el Canal de Panamá.
Hacia 1944 se llevó a cabo el primer Tratado sobre Distribución de aguas internacionales entre los Estados Unidos Mexicanos y los Estados Unidos de América, el cual cubría los procedimientos y porcentajes de agua que podían usar los ciudadanos de ambas partes, además de los derivados de la navegación en los mismos, por esta misma a la Comisión se le ampliaron las facultades sobre las aguas de la frontera, cambiando su nombre a Comisión de Límites y Aguas.
El 29 de agosto de 1963 se firma la Convención entre los Estados Unidos Mexicanos y los Estados Unidos de América para la solución del problema de El Chamizal, la cual reparte y delimita los terrenos de El Chamizal, así como las indemnizaciones económicas a los EE. UU. por las obras, estructuras y casas que se habían hecho.
Es hasta el 23 de noviembre de 1970 que se firma el Tratado para resolver las diferencias fronterizas y pendientes y para mantener a los Ríos Bravo y Colorado, como frontera internacional entre los Estados Unidos Mexicanos y los Estados Unidos de América, firmado en la Ciudad de México, el cual es básicamente un nuevo tratado de límites con el arreglo en la localización de la frontera en algunos puntos cercanos a la desembocadura del río Bravo, que se realiza por transferencia de zonas fronterizas entre ambos gobiernos, y cuya nueva frontera se describe en el Art. V de dicho convenio, así mismo establece los procedimientos de arreglo permanente y temporal para el caso de una modificación natural del cauce de los ríos fronterizos, además agrega el tema de los límites internacionales con respecto al Océano Pacífico y el Golfo de México.